# Áed mac Boanta
Áed mac Boanta (mort el 839) va ser un rei de Dál Riata.
L'única referència a Áed als anals irlandesos es troba als Annals d'Ulster, on consta que "Eóganán mac Óengusa, Bran mac Óengusa, Áed mac Boanta, i d'altres gairebé innombrables (és a dir, l'elit de la noblesa escot i picta del regne de Fortriú)" van morir en una batalla lliurada pels homes de Fortriu. contra els víkings el 839.
El Duan Albanach enumera un "Áed An" que va governar durant quatre anys sobre Dál Riata després dels 9 anys d'Oengus mac Fergusa, i els Sincronismes de Flann Mainistrech el situen entre Caustantín mac Fergusa i Eóganán mac Óengusa, nebot de Caustantín. La historiografia dubta que tant Caustantín com Eóganán haguessin governat realmement sobre Dál Riata, en canvi sí que es creu que Áed va ser rei. Contràriament a la tesi “clàssica” recolzada especialment per Alfred P. Smyth, Alex Woolf considera que és dubtós que Eòganán mac Oengus hagués estat un rei de Dalriada, tot i que no descarta que sí que hio hagués estat de Fortriú. Calcula que Áed mac Boanta va ser, com a successor de Domnall mac Caustantin, un rei subordinat (sub-regulus) de Dalriada des del 835 fins al 839.
En qualsevol cas, segons els Annals d'Ulster, tots dos van morir en una gran batalla contra els "pagans" (invasors víkings). el 839. Aquest desastre va permetre a Kenneth I d'Escòcia reclamar la doble reialesa des del 842.
Áed podria haver estat precedit com a rei per Domnall mac Caustantín. No se sap quins reis el van seguir, si és que n'hi hagués hagut cap, abans que la regió caigués sota el domini dels nòrdic-gaèlics, com els Uí Ímair, a la darrera part del segle IX.

## Recerències
1. ↑  Anderson, 1990, p. 268–269.
2. ↑  Forbes Skene, 1867, p. 62.
3. ↑  Anderson, 1990, p. cxxxiv–cxxxv.
4. 1 2  Broun, 1998, p. 86–87.
5. ↑  Smyth, 1984, p. 179-180 i 182-184.
6. ↑  Woolf, 2007, p. 63-64.